# Nationale Trofee Victor Boin
De Nationale Trofee Victor Boin is een Belgische jaarlijkse prijs voor de meest verdienstelijke atleet met een beperking. De prijs is vernoemd naar Victor Boin, in 1960 mede-oprichter en eerste voorzitter van de Belgische Sportfederatie van Gehandicapten. Daarnaast wordt door het Belgian Paralympic Committee ook de ENGIE Talent of the Year award uitgereikt aan een jonge talentvolle sporter. In de jury zetelen een aantal oud-atleten en huidige en ex-bestuurders van de Paralympische Beweging.

## Laureaten
- 1974: Richard De Zutter, tafeltennisser
- 1975: Alice Desal-Verhee, schermer
- 1976: Guy Grun, boogschieter
- 1977: Remi Van Ophem, atletiek
- 1978: Philippe Wouters, schietsport
- 1979: Mark De Meyer, atletiek
- 1980: Achiel Braet, atletiek
- 1981: Paul Van Winkel, atletiek
- 1982: Marc Devos, atletiek
- 1983: Jef Devriese, tafeltennisser
- 1984: Marie-Line Pollet, atletiek
- 1985: Alex Hermans, atletiek
- 1986: Mario Dorigo, schietsport
- 1987: Alain Ledoux, tafeltennisser
- 1988: Hans Pauwels, zwemmer
- 1989: Claude Van Coillie, wielrenner
- 1990: Linda Hortz, schietsport
- 1991: José Rebordinos, gewichtheffer
- 1992: Benny Govaerts, atletiek
- 1993: Robert Lorent, tafeltennisser
- 1994: Sabrina Belavia, zwemmer
- 1995: Sébastien Xhrouet, zwemmer
- 1996: Steve Orens, atletiek
- 1997: Thierry Daubresse, atletiek
- 1998: Gino De Keersmaeker, atletiek
- 1999: Carine Van Puyvelde, zwemmer
- 2000: Kurt Van Raefelghem, atletiek
- 2001: Marc Ledoux, tafeltennisser
- 2002: Belgian Lions Rolstoelrugby
- 2003: Dirk Boon, wielrenner
- 2004: Mathieu Loicq, tafeltennisser
- 2005: Dimitri Ghion, tafeltennisser
- 2006: Koen Adriaenssens, zwemmer
- 2007: Nico Vergeylen, tafeltennisser
- 2008: Jan Boyen, wielrenner
- 2009: Annick Sevenans, rolstoeltennisser
- 2010: Wim Decleir, handbiker
- 2011: Sven Decaesstecker, zwemmer
- 2012: Michèle George, ruiter
- 2013: Joachim Gérard, rolstoeltennisser
- 2014: Marieke Vervoort, handbiker
- 2015: Pieter Cilissen, bocciaspeler
- 2016: Peter Genyn, rolstoelracer
- 2017: Christophe Hindricq, handbiker
- 2018: Eléonor Sana, skiester
- 2019: Barbara Minneci, ruiter